# Aspitates laetula
Aspitates laetula är en fjärilsart som beskrevs av George Duryea Hulst 1896. Aspitates laetula ingår i släktet Aspitates och familjen mätare. Inga underarter finns listade i Catalogue of Life.